# Нож-косяк
Нож-косяк относится к группе ремесленных ножей. Нож-косяк — это основной инструмент резчика по дереву, состоящий из прямого металлического полотна со скосом края, насаженного на рукоятку. Нож-косяк может иметь правостороннюю заточку (для правшей) и левостороннюю (для левшей). Реже нож-косяк затачивается с двух сторон, на две фаски. Клинок ножа-косяка может иметь угол скоса от 45 до 60 градусов (отсюда название ножа). Угол заточки ножа-косяка варьируется от 20 до 40 градусов. Для резьбы мягких пород дерева (например, липа) применяют ножи-косяки с минимальным углом заточки. С твёрдыми породами (берёза, бук, дуб) работают ножами-косяками с максимальным углом заточки. Длина клинка может быть различной, при этом клинок может выступать из рукоятки на 15-35 миллиметров.
Для изготовления ножа-косяка используется легированная или углеродистая сталь. Заточку можно производить вручную на абразивных брусках с различной степенью зернистости, начиная с грубой (обдир) и заканчивая самой мелкой (окончательная заточка). Заточка ножа должна быть поперечной, то есть при заточке клинок ножа нужно вести так, чтобы направление движения было всегда перпендикулярно относительно режущей кромки. Заточка ножа-косяка на заточном станке ускорит процесс, но при этом необходимо соблюдать условие, при котором скорость вращения абразивного круга не превышает 2500 оборотов в минуту. 
Рукоятку ножа-косяка обычно изготавливают из твёрдых пород дерева, реже из пластмассы. Рукоятка ножа-косяка по способу крепления может быть всадной или пластинчатой. Существуют гибридные варианты крепления рукоятки ножа-косяка. Всадная рукоятка состоит из цельного куска древесины и насаживается на лезвие ножа-косяка. Пластинчатая рукоятка состоит из двух одинаковых половинок, которые склеиваются между собой клеем. В качестве клея используют эпоксидный клей или клей ПВА. Рукоятку ножа-косяка рекомендуется изготавливать по руке резчика, чтобы инструментом было удобно работать.
Ножи-косяки применяются при различных видах работ. Особенно необходим этот инструмент при выполнении геометрического орнамента (треугольно-выемчатая резьба по дереву).

## Применение
- Геометрическая резьба
- Паркетри